# Rhododendron camelliiflorum
Rhododendron camelliiflorum är en ljungväxtart som beskrevs av Joseph Dalton Hooker. Rhododendron camelliiflorum ingår i släktet rododendron, och familjen ljungväxter. Inga underarter finns listade i Catalogue of Life.

## Bildgalleri

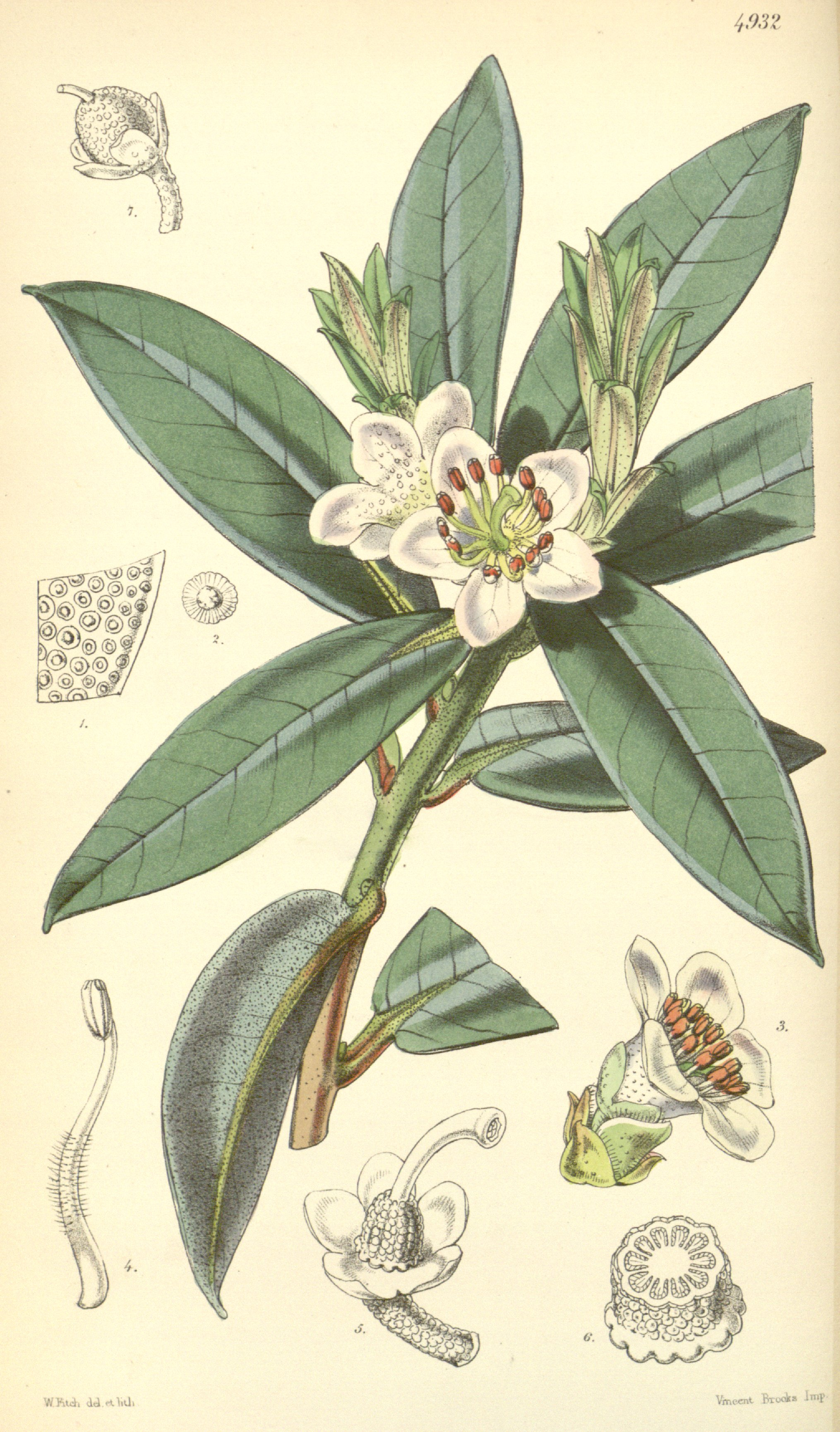